# Fundeni
Fundeni es una comuna ubicada en el distrito de Galați, Rumania.

## Superficie
Posee una superficie de 42,32 kilómetros cuadrados.

## Demografía
Hasta 2021 la población era de 3020 habitantes, con una densidad de población de 71,36 habitantes por kilómetro cuadrado.